# Scusi, lei è favorevole o contrario?
Scusi, lei è favorevole o contrario? è un film italiano del 1966, secondo film da regista di Alberto Sordi, che ne ha scritto anche la sceneggiatura con la collaborazione di Sergio Amidei e di Dario Argento, quest'ultimo non accreditato. Il titolo allude al dibattito aperto in quegli anni riguardante il divorzio, in seguito introdotto in Italia nel 1970.

## Trama

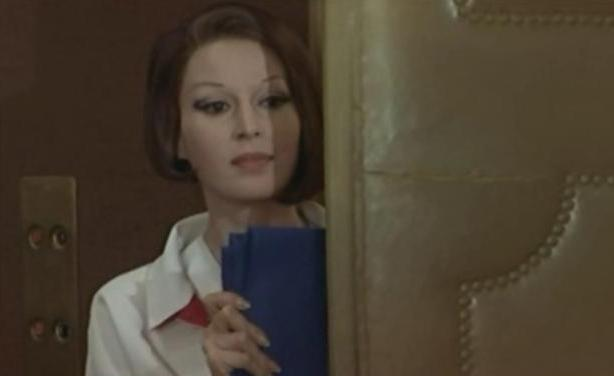
Silvana Mangano in una scena

Un imprenditore cinquantenne di successo, Tullio Conforti, contrario al divorzio per motivi religiosi, è in realtà separato legalmente dalla moglie con cui non vive più e conduce una vita frenetica diviso tra l'azienda, le numerose amanti, la prima figlia Valeria Conforti, avuta, ancora celibe, da una donna di età maggiore della sua con la quale è rimasto in amicizia, i figli avuti nel matrimonio e, infine, la sua figlioccia, forse anche figlia, la cui madre, amante del Conforti, è anche la moglie del contabile che lavora nell'azienda dell'imprenditore. Il playboy non si sottrae neanche quando gli chiede aiuto il nuovo compagno della moglie, con la quale ha litigato. Questi, un barone, lo prega d'intervenire per fargli ricucire il rapporto con lei. In cambio Conforti gli chiede di trovar lavoro al fidanzato della figlia Valeria che, essendo stato appena licenziato, non vuole più unirsi a lei in matrimonio. Alla fine i due fidanzati si sposano. Lo stesso giorno una hostess svedese, amante del Conforti e che abita in un appartamento della moglie, gli comunica che non tornerà più in Italia, perché ha ricevuto una proposta di matrimonio, e gli presenta una hostess danese che vorrebbe abitare la casa lasciata dall'amica. Conforti prontamente accompagna la nuova inquilina con la propria auto e, mentre tornano a Roma, dopo essersi scambiati i complimenti, su richiesta della ragazza si mette a cantare con tono squillante. Arrivata la domenica, Conforti, come d'abitudine, parte in barca in compagnia del solo maggiordomo dicendogli che in quel giorno è necessario riposare.

## Riprese
Le riprese del film iniziarono nell'agosto 1966 a Roma, dove è ambientata la trama, e al Circeo in Provincia di Latina, dove i personaggi vanno in vacanza (scene finali).

## Produzione
Per alcuni minuti appare nel film Dario Argento nel ruolo di un prete che accompagna un cardinale per la scelta di alcuni tessuti. Argento pronuncia anche tre battute..

## Distribuzione
Il film è distribuito da Rank Film e uscì per la prima volta nelle sale italiane il 23 dicembre 1966.

### Titoli esteri
- Stati Uniti d'America: Pardon, Are You for or Against?
- Spagna: El gran amante (con il divieto di visione ai minori di 18 anni)
- Grecia: Stop!... Eiste yper i kata tou diazygiou?
- Argentina:  Perdone, ¿está Ud. a favor o en contra?
- Brasile: Você é a Favor ou Contra o Divórcio?
- Polonia: Przepraszam, pan jest za czy przeciw?
- Portogallo: Como casar a nossa filha?

## Incassi
L'incasso totale della pellicola fu di 1.000.068.000 lire. 
L'incasso delle prime visioni nelle sedici città capozona fu di 409.565.000 lire.

## Critica
Giulio Cattivelli nel Libertà del 31 dicembre 1966: "[…] Alberto Sordi – ce ne accorgiamo anche rivedendo i suoi vecchi film alla televisione – è qualcosa di più e di meno di un attore comico. Di meno perché, gira e rigira, da molti anni interpreta sempre il medesimo personaggio: di più perché questo personaggio è così felice e rappresentativo di certe nostre caratteristiche nazionali da diventare addirittura un archetipo del costume e da sopportare senza stanchezza qualunque ripetizione (che si traduce poi in un arricchimento, grazie alla bravura dell'attore). Sempre uguale e sempre nuovo dunque questo querulo e infantile maschio italiano e cattolico, sostanzialmente portato alla poligamia ma contrario al divorzio perché (direbbe Montanelli) il divorzio lo costringerebbe a un atto di responsabilità e gli toglierebbe il gusto del frutto proibito, il piacere della scappatella golosa e dell'imbroglio con una comoda via di ritirata per ogni evenienza nell'intangibile "bunker" familiare. […] Orbene, […] qui il personaggio e il tema sono pressappoco gli stessi de Il seduttore e di Buonanotte avvocato: le differenze di svolgimento e di tono, derivano dallo sfondo, dall'evoluzione del costume e del cinema italiano; quei vecchi film rispecchiavano un mondo ancora semplice e provinciale, mentre Scusi, lei è favorevole o contrario? è una scintillante e variopinta vetrina di tutte le spregiudicatezze e gli allettamenti di una civiltà cosmopolita e neocapitalistica. Naturalmente c'è in più anche la maturazione dell'attore, capace di reggere tutto il film sulle proprie spalle e di turare anche le falle e la prolissità del Sordi regista, che prolunga il metraggio a una misura invero eccessiva (oltre due ore) senza saper imprimere al racconto un ritmo adeguatamente vivace. Ma come si è detto il film diverte egualmente, perché Sordi è in gran forma e sa manovrare con comica e decorativa abilità il contorno femminile […]".